# Chocenice
Chocenice (en allemand : Kotzenitz) est une commune du district de Plzeň-Sud, dans la région de Plzeň, en République tchèque. Sa population s'élevait à 597 habitants en 2022.

## Géographie
Chocenice se trouve à 5 km au sud-sud-ouest de Blovice, à 24 km au sud-sud-est de Plzeň et à 81 km à l'ouest-sud-ouest de Prague.
La commune est limitée par Seč au nord, par Blovice à l'est, par Měcholupy et Jarov au sud, et par Letiny et Drahkov à l'ouest.

## Histoire
La première mention écrite de la localité date de 1115.

## Administration
La commune se compose de quatre sections :
- Chocenice
- Chocenická Lhota
- Kotousov
- Zhůř

## Galerie

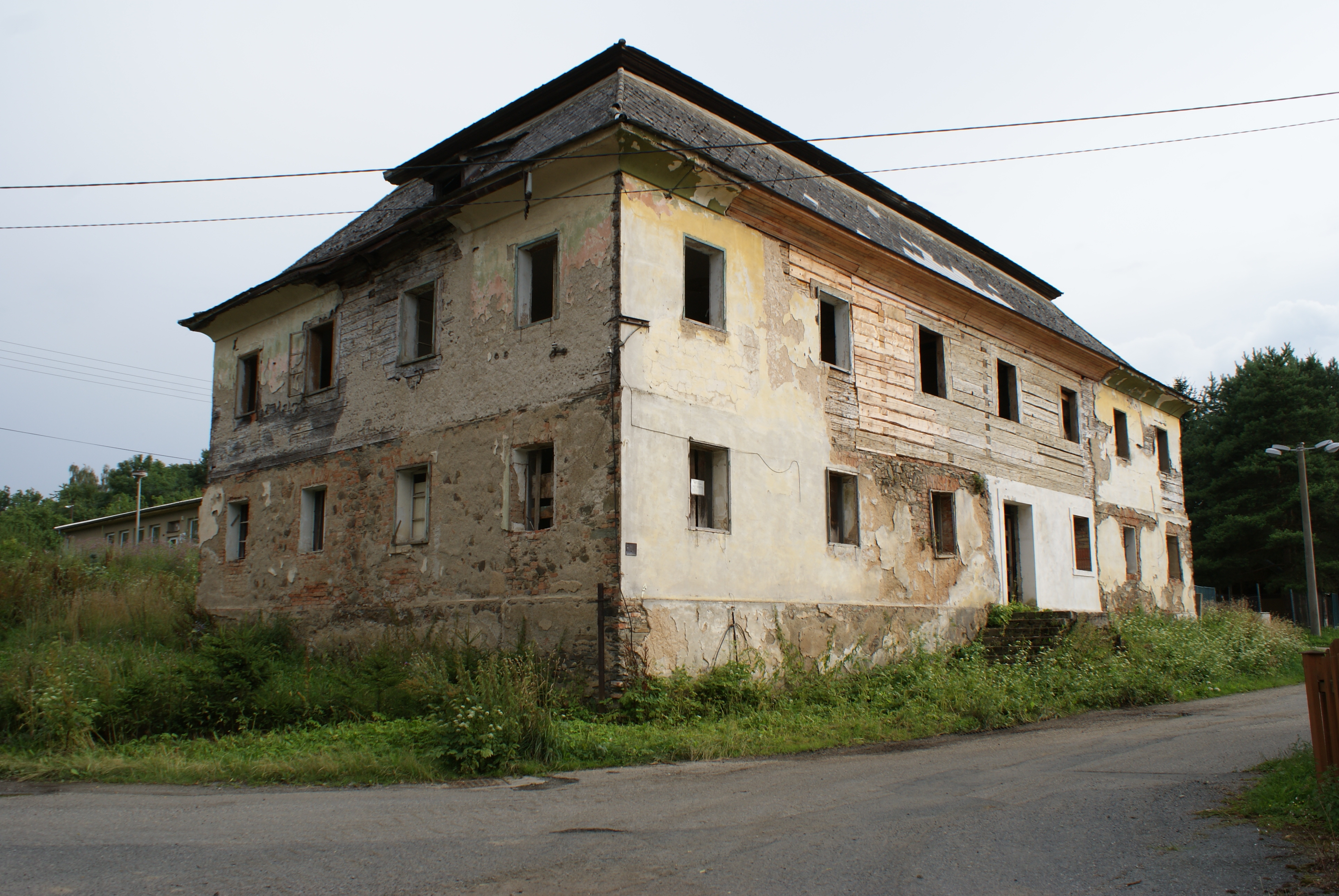
Vieux château de Chocenice.
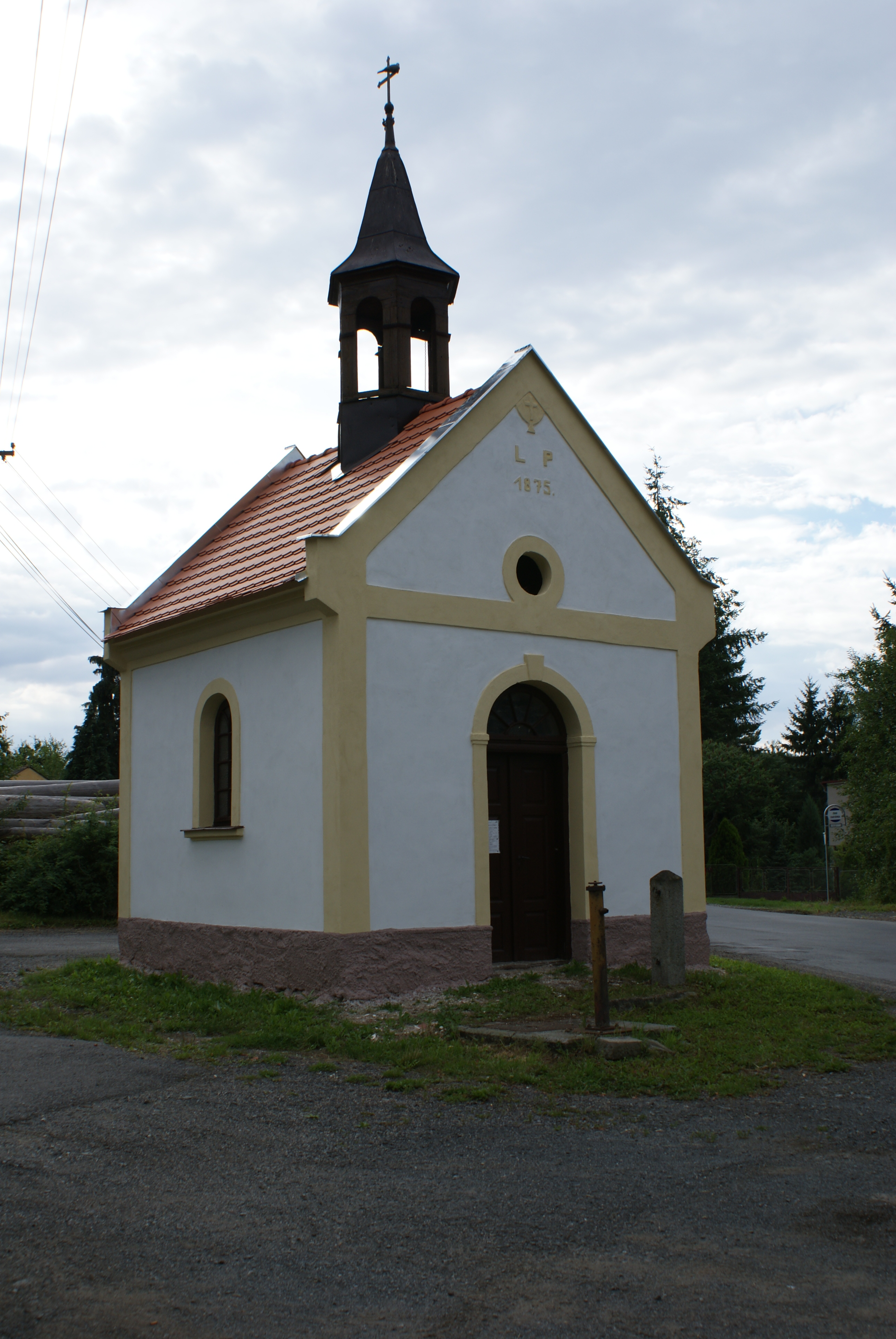
Chapelle à Kotousov.
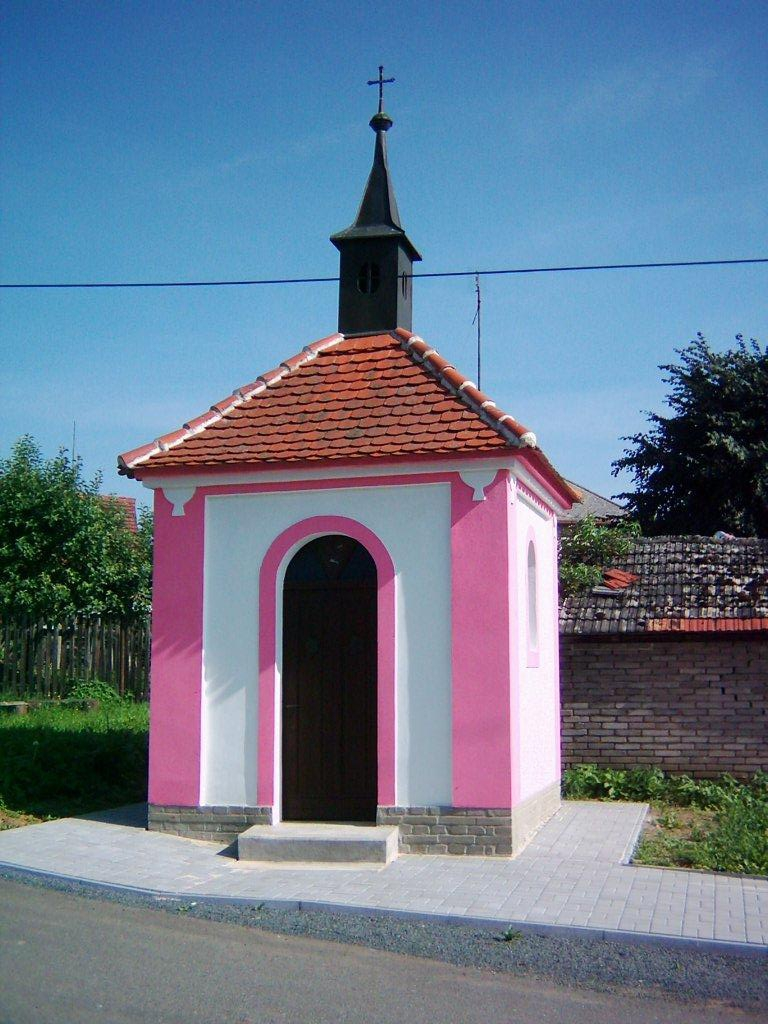
Chapelle à Chocenická Lhota.

## Transports
Par la route, Chocenice se trouve à 5 km de Blovice, à 27 km de Plzeň et à 107 km de Prague. 